# Rahsaan Roland Kirk
Rahsaan Roland Kirk, före 1970 enbart Roland Kirk, född Ronald Theodore Kirk 7 augusti 1935 i Columbus, Ohio, död 5 december 1977 i Bloomington, Indiana, var en amerikansk multiinstrumentalist inom jazz, vars huvudsakliga instrument var tenorsaxofon och flöjt.

## Biografi
Kirk, som var blind från två års ålder, lärde sig förutom saxofon tidigt spela bygelhorn, trumpet och klarinett. I tonåren kom han även att lära sig flera mindre vanliga saxofontyper, huvudsakligen manzello och stritch. Genom tekniska förändringar samt experiment med grepp och borduntoner utvecklade han tekniker för att spela tenorsaxofon, manzello och stritch samtidigt. Omkring 1960-talets början kom Kirk därtill att använda sig av cirkulationsandning, vilket möjliggjorde långa toner utan avbrott för andningspauser. Under sin karriär kom han att framträda på de flesta träblåsinstrument, samt inom jazzen mindre vanliga instrument som näsflöjt, munspel, melodika och piccolaflöjt och flera egentillverkade instrument.
Musikaliskt kom Kirk att kombinera influenser från flera äldre och moderna stilar, däribland hardbop, souljazz, frijazz och boogie woogie. Under 1960-talet ledde Kirks ofta förekommande komiska och politiska utspel under scenframträdanden att han ibland avfärdades som en oseriös musiker, även om han gradvis fick erkännande som en skicklig improvisatör.
En stroke paralyserade Kirks ena kroppssida 1975, men hans vana vid att spela flera instrument med en hand gjorde att han kunde fortsätta framträda redan året därpå. Han avled efter att ha drabbats av ytterligare en stroke 1977.
Bland andra musiker Kirk spelat med kan nämnas Roy Haynes, Charles Mingus och Quincy Jones. Kirk spelar flöjt på Jones välkända instrumentalkomposition "Soul Bossa Nova".

## Diskografi
- Triple Threat (King, 1956)
- Introducing Roland Kirk (Argo, 1960)
- Kirk's Work (Prestige, 1961)
- We Free Kings (Mercury, 1961)
- Domino (Mercury, 1962)
- Reeds and Deeds (Mercury, 1963)
- The Roland Kirk Quartet Meets the Benny Golson Orchestra (Mercury, 1963) – med Benny Golson
- Gifts and Messages (Mercury, 1964)
- Kirk in Copenhagen (Mercury, 1964)
- I Talk with the Spirits (Limelight, 1965)
- Rip, Rig and Panic (Limelight, 1965)
- Slightly Latin (Limelight, 1966)
- Now Please Don't You Cry, Beautiful Edith (Verve, 1967)
- Here Comes the Whistleman (Atlantic, 1967)
- The Inflated Tear (Atlantic, 1968)
- Left and Right (Atlantic, 1969)
- Volunteered Slavery (Atlantic, 1969)
- Rahsaan Rahsaan (Atlantic, 1970)
- Natural Black Inventions: Root Strata (Atlantic, 1971)
- A Meeting of the Times (Atlantic, 1972)
- Blacknuss (Atlantic, 1972)
- Prepare Thyself to Deal with a Miracle (Atlantic, 1973)
- Bright Moments (Atlantic, 1974)
- The Case of the 3 Sided Dream in Audio Color (Atlantic, 1975)
- Other Folks' Music (Atlantic, 1976)
- The Return of the 5000 Lb. Man (Atlantic, 1976)
- Boogie-Woogie String Along for Real (Atlantic, 1977)
- Kirkatron (Atlantic, 1977)